# Васьки (Мачухівська сільська громада)
Ва́ськи —  село в Україні, у Мачухівській сільській громаді Полтавського району Полтавської області. Населення становить 45 осіб. До 2017 орган місцевого самоврядування — Мачухівська сільська рада.

## Географія
Село Васьки знаходиться на лівому березі річки Полузір'я, вище за течією на відстані 1,5 км розташоване село Рожаївка, нижче за течією на відстані 2 км розташоване село Андріївка, на протилежному березі - село Косточки. Річка в цьому місці звивиста, утворює лимани, стариці та заболочені озера.

## Історія
12 червня 2020 року, відповідно до розпорядження Кабінету Міністрів України № 721-р «Про визначення адміністративних центрів та затвердження територій територіальних громад Полтавської області», село увійшло до складу Мачухівської сільської громади.
19 липня 2020 року, в результаті адміністративно - територіальної реформи та ліквідації Полтавського району(1925—2020, село увійшло до складу новоутвореного Полтавського району.

## Відомі люди
- У Васьках народився учасник німецько-радянської війни 1941—1945 рр., льотчик-ас, Герой Радянського Союзу Васько Олександр Федорович (1920—2004).
- Ківа Олександр Юхимович — голова Полтавського міськвиконкому, 1-й секретар Полтавського міськкому КПУ. Член Ревізійної Комісії КПУ в 1986—1990 р.